# Delia cuneata
Delia cuneata este o specie de muște din genul Delia, familia Anthomyiidae, descrisă de Tiensuu în anul 1946. Conform Catalogue of Life specia Delia cuneata nu are subspecii cunoscute.